# Torneio Início do Rio de Janeiro
Il Torneio Início do Rio de Janeiro fu una competizione calcistica istituita nel 1916, che si svolgeva tra squadre dello stato di Rio de Janeiro. Il regolamento prevedeva che il torneo si svolgesse nel corso di un solo giorno.

## Storia
Il Torneio Início fu ideato e creato dalla Associação de Cronistas Desportivos (l'attuale Associação de Cronistas Esportivos do Rio de Janeiro, ACERJ). Al principio si chiamava “Initium” e continuò senza interruzioni fino al 1967 con un'edizione ogni anno; nel 1977 fu disputata un'ulteriore edizione.
Alcune regole tradizionali del calcio furono modificate per le partite del torneo; ad esempio, le partite duravano venti minuti (dieci per tempo) e la finale sessanta, con due frazioni di trenta minuti ciascuna. Inoltre, in caso di parità, si decideva il vincitore o per il numero di calci d'angolo ottenuti nel corso della partita o ai tiri di rigore.

## Albo d'oro
| Anno | Campione                            | Secondo                      | Data                          |
| ---- | ----------------------------------- | ---------------------------- | ----------------------------- |
| 1916 | Fluminense                          | America                      | 16 aprile 1916                |
| 1918 | São Cristóvão                       | Fluminense                   | 21 marzo 1918                 |
| 1919 | Carioca                             | Fluminense                   | 30 marzo 1919                 |
| 1920 | Flamengo                            | São Cristóvão                | 4 aprile 1920                 |
| 1921 | Palmeiras                           | Vasco da Gama                | 27 marzo 1921                 |
| 1922 | Flamengo                            | Andaraí                      | 26 marzo 1922                 |
| 1923 | Mackenzie                           | Flamengo                     | 8 aprile 1923                 |
| 1924 | Fluminense (AMEA) Andaraí (LMDT)    | Flamengo (AMEA)              | 27 aprile 1924 11 maggio 1924 |
| 1925 | Fluminense                          | São Cristóvão                | 19 aprile 1925                |
| 1926 | Vasco da Gama                       | Flamengo                     | 28 marzo 1926                 |
| 1927 | Fluminense (AMEA) Modesto (LMDT)    | São Cristóvão (AMEA)         | 24 aprile 1927 (AMEA)         |
| 1928 | São Cristóvão                       | Flamengo                     | 1º aprile 1928                |
| 1929 | Vasco da Gama                       | America                      | 31 marzo 1929                 |
| 1930 | Vasco da Gama                       | Bangu                        | 23 marzo 1930                 |
| 1931 | Vasco da Gama                       | Fluminense                   | 29 marzo 1931                 |
| 1932 | Vasco da Gama (AMEA) Deodoro (LMDT) | Botafogo (AMEA)              | 17 aprile 1932 (AMEA)         |
| 1934 | Botafogo (AMEA) Bangu (LCF)         | Mavilis (AMEA) America (LCF) | 1º aprile 1934 25 marzo 1934  |
| 1937 | São Cristóvão                       | Botafogo                     | 4 aprile 1937                 |
| 1938 | Botafogo                            | São Cristóvão                | 10 aprile 1938                |
| 1939 | Madureira                           | Flamengo                     | 26 marzo 1939                 |
| 1940 | Fluminense                          | São Cristóvão                | 14 aprile 1940                |
| 1941 | Fluminense                          | Madureira                    | 27 aprile 1941                |
| 1942 | Vasco da Gama                       | Madureira                    | 29 marzo 1942                 |
| 1943 | Fluminense                          | Madureira                    | 28 marzo 1943                 |
| 1944 | Vasco da Gama                       | Flamengo                     | 26 marzo 1944                 |
| 1945 | Vasco da Gama                       | Botafogo                     | 22 aprile 1945                |
| 1946 | Flamengo                            | America                      | 30 giugno 1946                |
| 1947 | Botafogo                            | Olaria                       | 26 luglio 1947                |
| 1948 | Vasco da Gama                       | Olaria                       | 4 luglio 1948                 |
| 1949 | America                             | Bangu                        | 26 giugno 1949                |
| 1950 | Bangu                               | Vasco da Gama                | 30 luglio 1950                |
| 1951 | Flamengo                            | Bangu                        | 29 luglio 1951                |
| 1952 | Flamengo                            | Vasco da Gama                | 12 agosto 1952                |
| 1953 | Canto do Rio                        | Vasco da Gama                | 5 luglio 1953                 |
| 1954 | Fluminense                          | Flamengo                     | 15 agosto 1954                |
| 1955 | Bangu                               | Vasco da Gama                | 31 luglio 1955                |
| 1956 | Fluminense                          | Bonsucesso                   | 15 luglio 1956                |
| 1957 | Madureira                           | Vasco da Gama                | 14 luglio 1957                |
| 1958 | Vasco da Gama                       | Madureira                    | 6 luglio 1958                 |
| 1959 | Flamengo                            | Madureira                    | 5 luglio 1959                 |
| 1960 | Olaria                              | Flamengo                     | 17 luglio 1960                |
| 1961 | Botafogo                            | Flamengo                     | 16 luglio 1961                |
| 1962 | Botafogo                            | Canto do Rio                 | 24 giugno 1962                |
| 1963 | Botafogo                            | Campo Grande                 | 23 giugno 1963                |
| 1964 | Bangu                               | São Cristóvão                | 28 giugno 1964                |
| 1965 | Fluminense                          | Flamengo                     | 7 settembre 1965              |
| 1967 | Botafogo                            | Madureira                    | 9 luglio 1967                 |
| 1977 | Botafogo                            | Vasco da Gama                | 13 marzo 1977                 |

## Vittorie per club
- Vasco da Gama: 10 titoli
- Fluminense: 9 titoli[1]
- Botafogo: 8 titoli
- Flamengo: 6 titoli
- Bangu: 4 titoli
- Madureira: 3 titoli
- São Cristóvão: 2 titoli
- America: 1 titoli
- Andaraí: 1 titolo
- Canto do Rio: 1 titolo
- Carioca: 1 titolo
- Mackenzie: 1 titolo
- Olaria: 1 titolo
- Palmeiras: 1 titolo